# Wolfgang Tress
Wolfgang Tress (* 16. Juni 1948 in Ludwigshafen am Rhein; † 6. März 2023 in Düsseldorf) war ein deutscher Psychotherapeut, Psychoanalytiker und Hochschullehrer.

## Leben
Wolfgang Tress studierte Psychologie an der Johannes Gutenberg-Universität Mainz. Mit seiner Dissertation Die Durchblutungsänderung der menschlichen Haut im autogenen Training und in der gestuften Aktivhypnose bei Langtrainierten wurde er 1973 zum Doktor der Medizin promoviert und erhielt seine Approbation. Von 1976 bis 1978 wirkte Tress als Sanitätsoffizier in der neurologisch-psychiatrischen Abteilung des Bundeswehrzentralkrankenhauses Koblenz, anschließend war er bis 1983 wissenschaftlicher Angestellter an der Psychiatrischen Universitätsklinik Heidelberg. Hier erhielt er 1981 seine Anerkennung als Arzt für Psychiatrie. Mit der Dissertation Ein Beitrag zum Vergleich psychotherapeutischer Verläufe auf gruppenstatistischer Basis anhand dreier Therapieverfahren wurde er 1982 zum Doktor der Philosophie promoviert. 1983 wechselte Tress an das Zentralinstitut für Seelische Gesundheit in Mannheim, 1986 wurde er habilitiert.
1990 folgte Tress einem Ruf der Heinrich-Heine-Universität Düsseldorf und lehrte dort als Professor für Psychosomatische Medizin. Gleichzeitig übernahm er den Posten eines Leitenden Medizinaldirektors am LVR-Klinikum Düsseldorf. 1995 erfolgte die Anerkennung als Facharzt für Psychosomatik, 2003 eine weitere zum Psychotherapeuten. 2016 wurde Tress emeritiert.
1992 gründete er gemeinsam mit Paul Janssen den Trägerverein der Psychotherapietage Nordrhein-Westfalen, er war darüber hinaus 1996 Gründungsmitglied der Akademie für Psychoanalyse und Psychosomatik Düsseldorf e. V. Von 1997 bis 2013 fungierte Tress als 1. Vorsitzender der Allgemeinen Ärztlichen Gesellschaft für Psychotherapie.
Tress veröffentlichte mehrere Bücher und war Herausgeber fachbezogener Literatur sowie Mitherausgeber verschiedener Fachzeitschriften, darunter die Zeitschrift für Psychosomatische Medizin und Psychotherapie.

## Veröffentlichungen
(ab 1993 als Herausgeber)
- 1973: Die Durchblutungsänderung der menschlichen Haut im autogenen Training und in der gestuften Aktivhypnose bei Langtrainierten (Dissertation)
- 1980: Ein Beitrag zum Vergleich psychotherapeutischer Verläufe auf gruppenstatistischer Basis anhand dreier Therapieverfahren (Dissertation)
- 1983: Psychotherapeutische Verläufe, Verlag Enke, Stuttgart, ISBN 978-3-432-93261-3
- 1986: Das Rätsel der seelischen Gesundheit, Verlag Vandenhoeck und Ruprecht, Göttingen, ISBN 978-3-525-45688-0
- 1987: Sprache – Person – Krankheit, Verlag Springer, Berlin, ISBN 978-3-540-17263-5
- 1993: Psychoanalyse und Philosophie: eine Begegnung, Verlag Asanger, Heidelberg, ISBN 978-3-89334-257-0
- 1993: Die strukturale Analyse sozialen Verhaltens, Verlag Asanger, Heidelberg, ISBN 978-3-89334-245-7
- 1995: Subjektivität in der Psychoanalyse, Verlag Vandenhoeck und Ruprecht, Göttingen, ISBN 978-3-525-45784-9
- 1997: Psychosomatische Grundversorgung, Verlag Schattauer, Stuttgart, ISBN 978-3-7945-1767-1
- 1999: Ethik in der Psychotherapie, Verlag Vandenhoeck und Ruprecht, Göttingen, ISBN 978-3-525-45832-7
- 2000: Psychotherapeutische Medizin im Krankenhaus, Verlag VAS, Frankfurt, ISBN 978-3-88864-287-6
- 2001: Persönlichkeitsstörungen, Verlag Schattauer, Stuttgart, ISBN 978-3-7945-2142-5
- 2007: Willensfreiheit zwischen Philosophie, Psychoanalyse und Neurobiologie, Verlag Vandenhoeck und Ruprecht, Göttingen, ISBN 978-3-525-40402-7
- 2008: Základní psychosomatická péče, Verlag Portál, Prag, ISBN 978-80-7367-309-3